# Gnathothlibus alberti
Gnathothlibus alberti är en fjärilsart som beskrevs av Rothschild 1895. Gnathothlibus alberti ingår i släktet Gnathothlibus och familjen svärmare. Inga underarter finns listade i Catalogue of Life.